# 前260年
| 千纪： | 前1千纪 |
| 世纪： | 前4世纪 \| 前3世纪 \| 前2世纪 |
| 年代： | 前290年代 \| 前280年代 \| 前270年代 \| 前260年代 \| 前250年代 \| 前240年代 \| 前230年代                                                       |
| 年份： | 前265年 \| 前264年 \| 前263年 \| 前262年 \| 前261年 \| 前260年 \| 前259年 \| 前258年 \| 前257年 \| 前256年 \| 前255年                         |
| 纪年： | 周赧王五十五年 魯頃公二十年 齊王建五年 趙孝成王六年 魏安僖王十七年 韓桓惠王十三年 秦昭襄王四十七年 楚考烈王三年 衛懷君三十三年 燕武成王十二年 |

## 大事記
- 長平之戰：

秦王齕拔上黨，趙命廉頗軍於長平。秦雖屢敗趙軍，但廉頗老成持重，堅守不出。秦昭襄王與范雎以反間計賄賂趙孝成王身邊幸臣，言廉頗屢敗，不敢出戰。趙王遂以趙奢之子趙括出戰，但趙括只會紙上談兵，秦以白起為大將，誘趙括入伏，斷其後路，圍困46天，趙軍無糧，苦撐不下，趙括突圍被射死，餘40萬士卒投降但被白起坑殺。
- 第一次布匿戰爭：在試圖佔領埃奧利群島時，沒有海上作戰經驗的羅馬艦隊失敗。
- 第一次布匿戰爭：在邁利海戰中羅馬艦隊擊敗迦太基艦隊。
- 第一次布匿戰爭：塞格斯達向羅馬投降。
- 埃及與塞琉古帝國之間爆發第二次戰爭（前253年結束）。
- 馬其頓擊敗伊庇魯斯的入侵。
- 拜占庭的斐洛首次描寫水車。
- 春——第一次布匿戰爭：羅馬共和國在短時間內建立了一個由120條船組成的艦隊。

## 逝世
- 赵括在长平之战中战败被杀。
- 澤諾多托斯，约逝世于前260年，古希腊文学家（约出生于前323年或前333年）
- 提莫恰里斯，希腊天文学家和哲学家（约出生于前320年）
- 犹希迈罗斯，希腊哲学家，约逝世于前260年（出生年月不明）
- 梅尼普斯，希腊讽刺作家，约逝世于前260年（出生年月不明）
- 忒奥克里托斯，希腊诗人，约逝世于前260年（出生年月不明）